# Аргонсилье
Аргонсилье (порт. Argoncilhe) — район (фрегезия) в Португалии, входит в округ Авейру. Является составной частью муниципалитета Санта-Мария-да-Фейра. Находится в составе крупной городской агломерации Большой Порту. По старому административному делению входил в провинцию Дору-Литорал. Входит в экономико-статистический субрегион Энтре-Доуру-и-Воуга, который входит в Северный регион. Население составляет 8420 человек (2011). Занимает площадь 8,7 км².
Покровителем района считается Мартин Турский (порт. São Martinho).

## История
Происхождение Argoncilhe remontarão более отдаленные, по-видимому, время до римской, а затем римляне, чтобы поверить в топонимии и археологических находок, особенно в Aldriz (место Кастро), в котором будут располагаться несколько Вилла.
Старейших письменного документа ссылок Argoncilhe появляется в 1086, доказывая пожертвование, для Sancha Bermudes, несколько зданий из виллы в «Eldriz» (Aldriz) в церкви Св. Мартин.

## Галерея

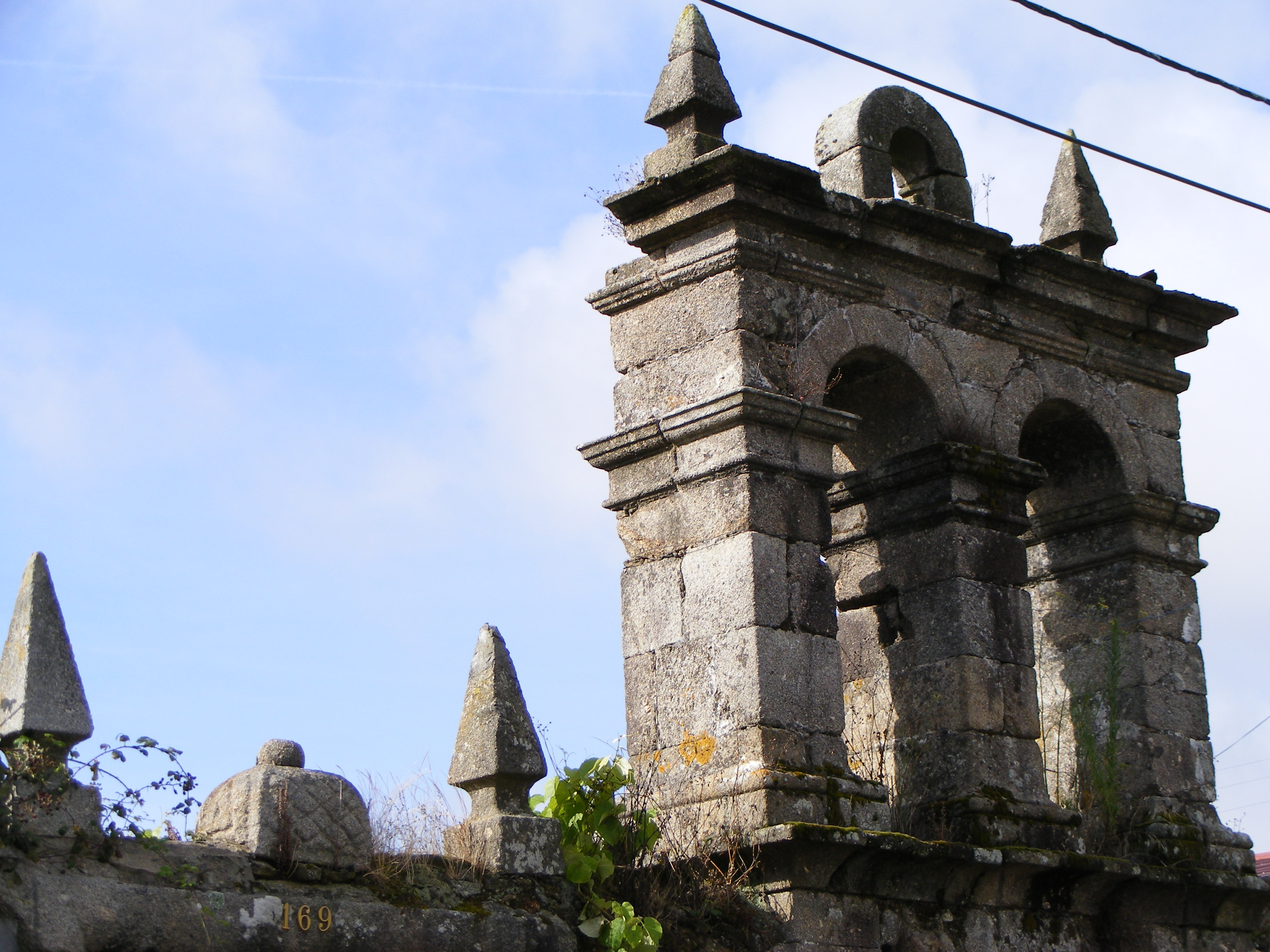
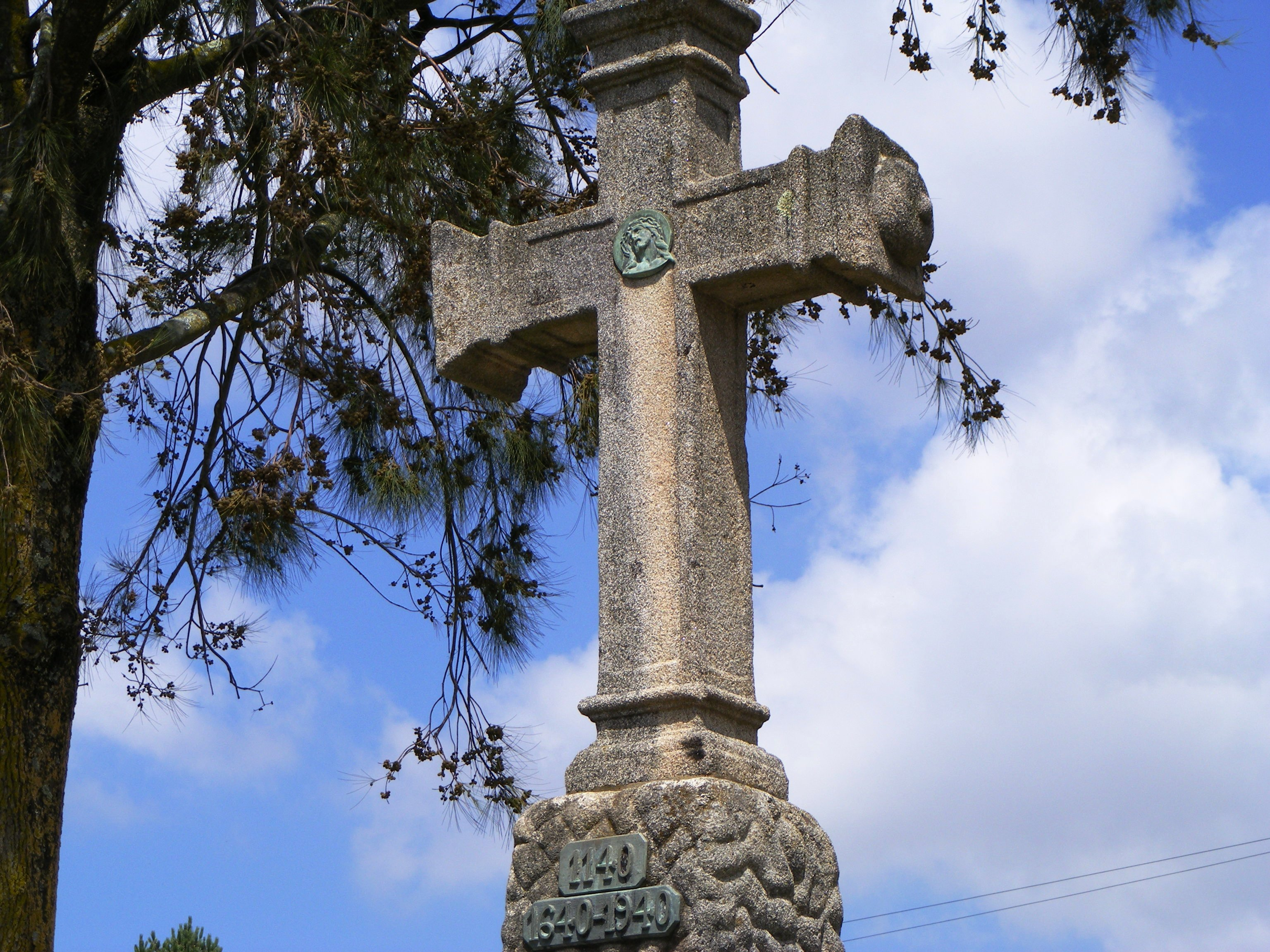
Круиз с почти тысячу лет.
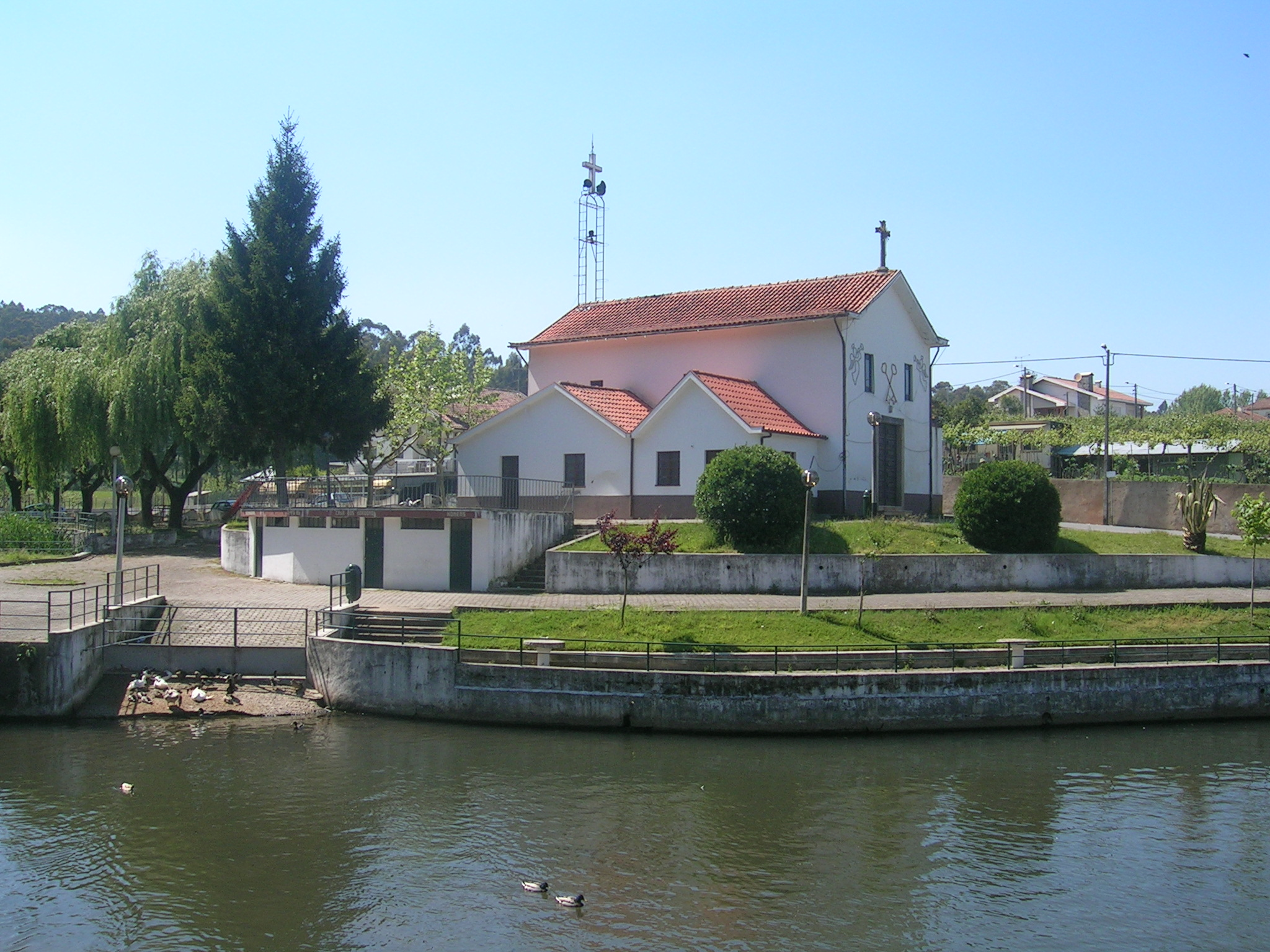
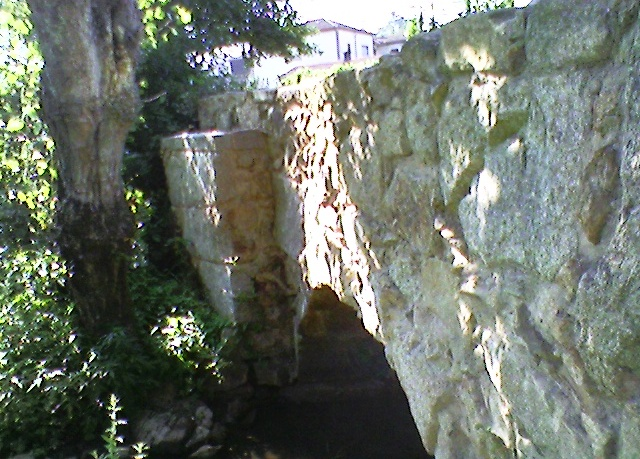
Роман мост
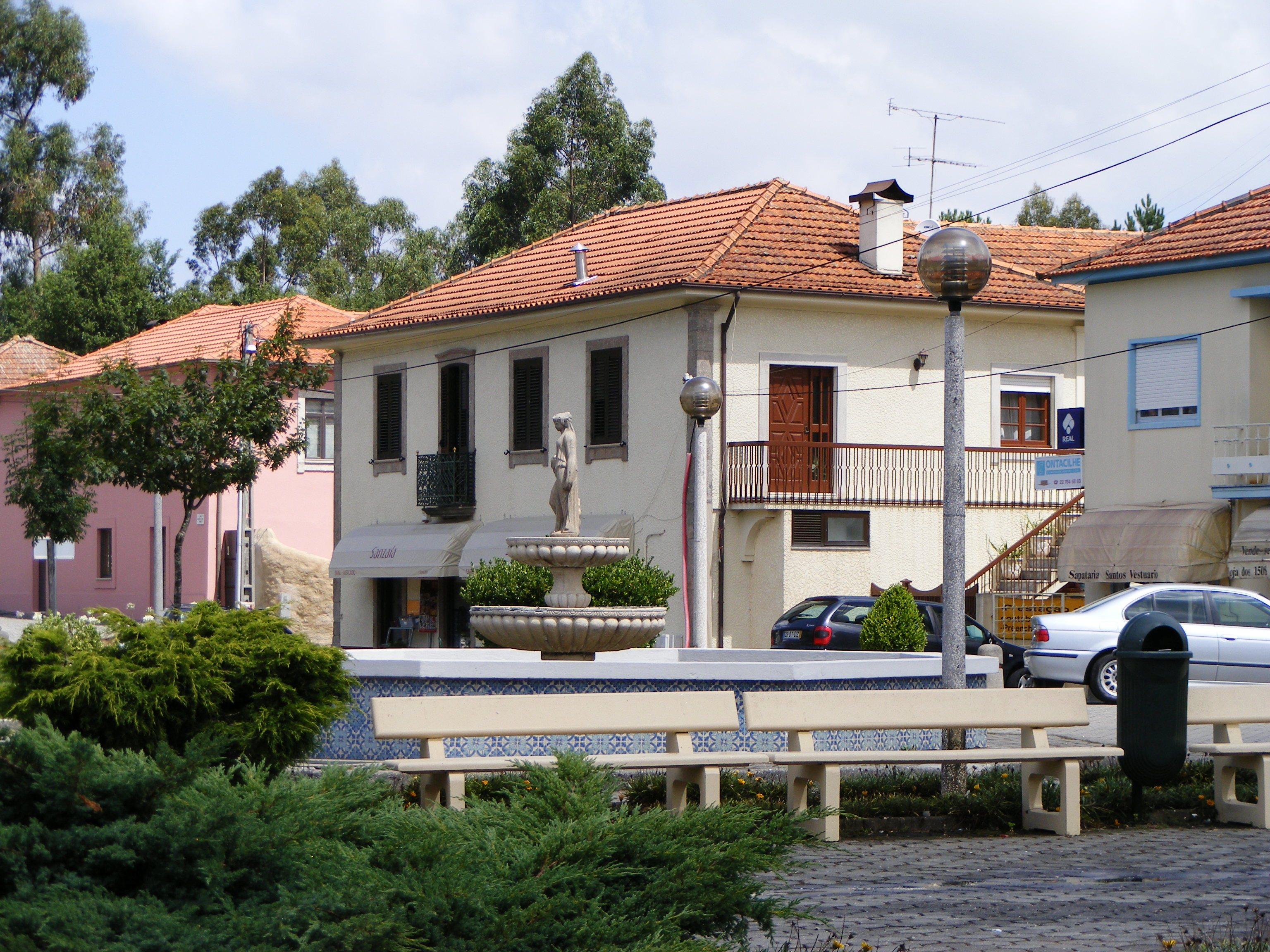
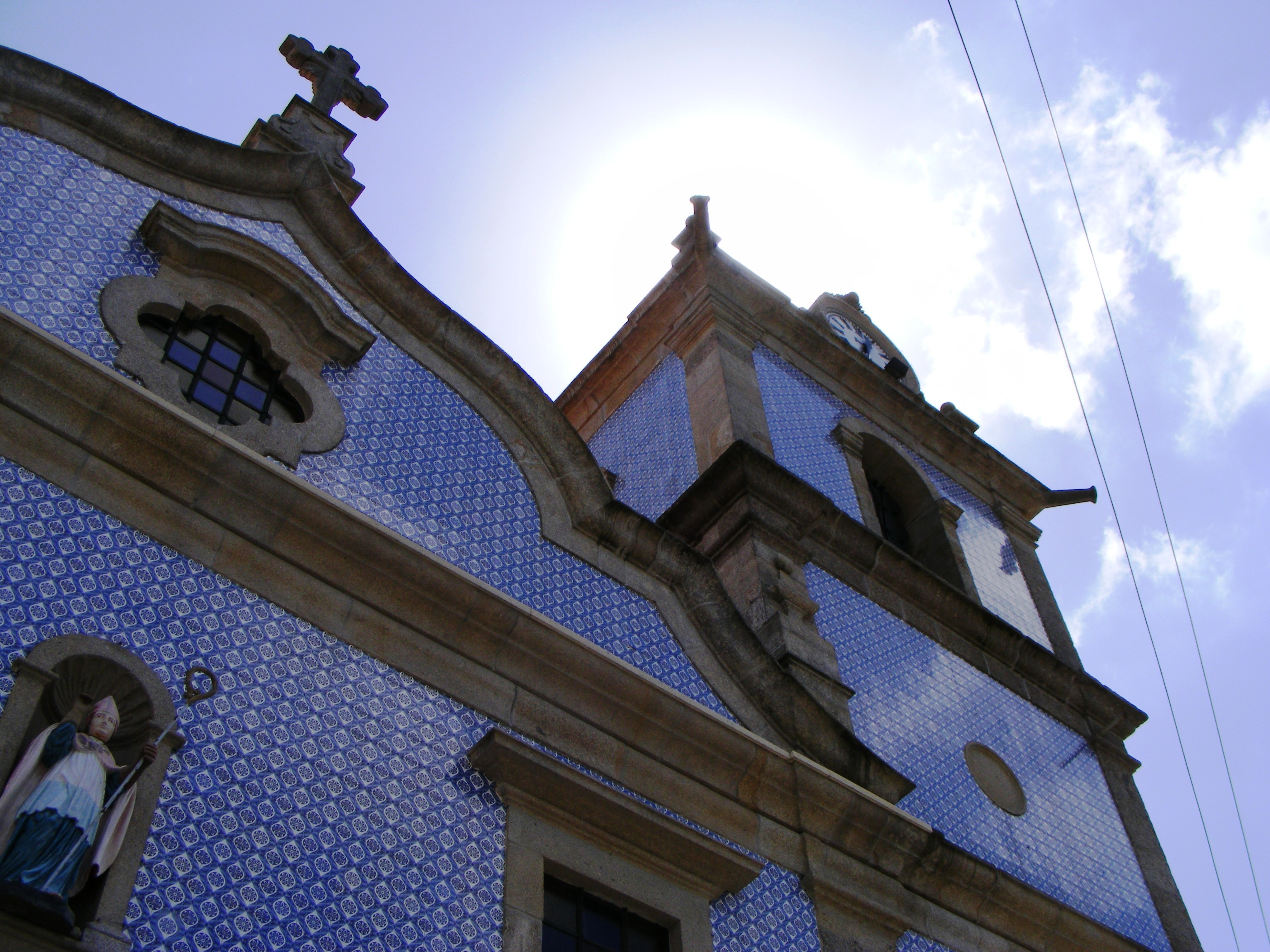
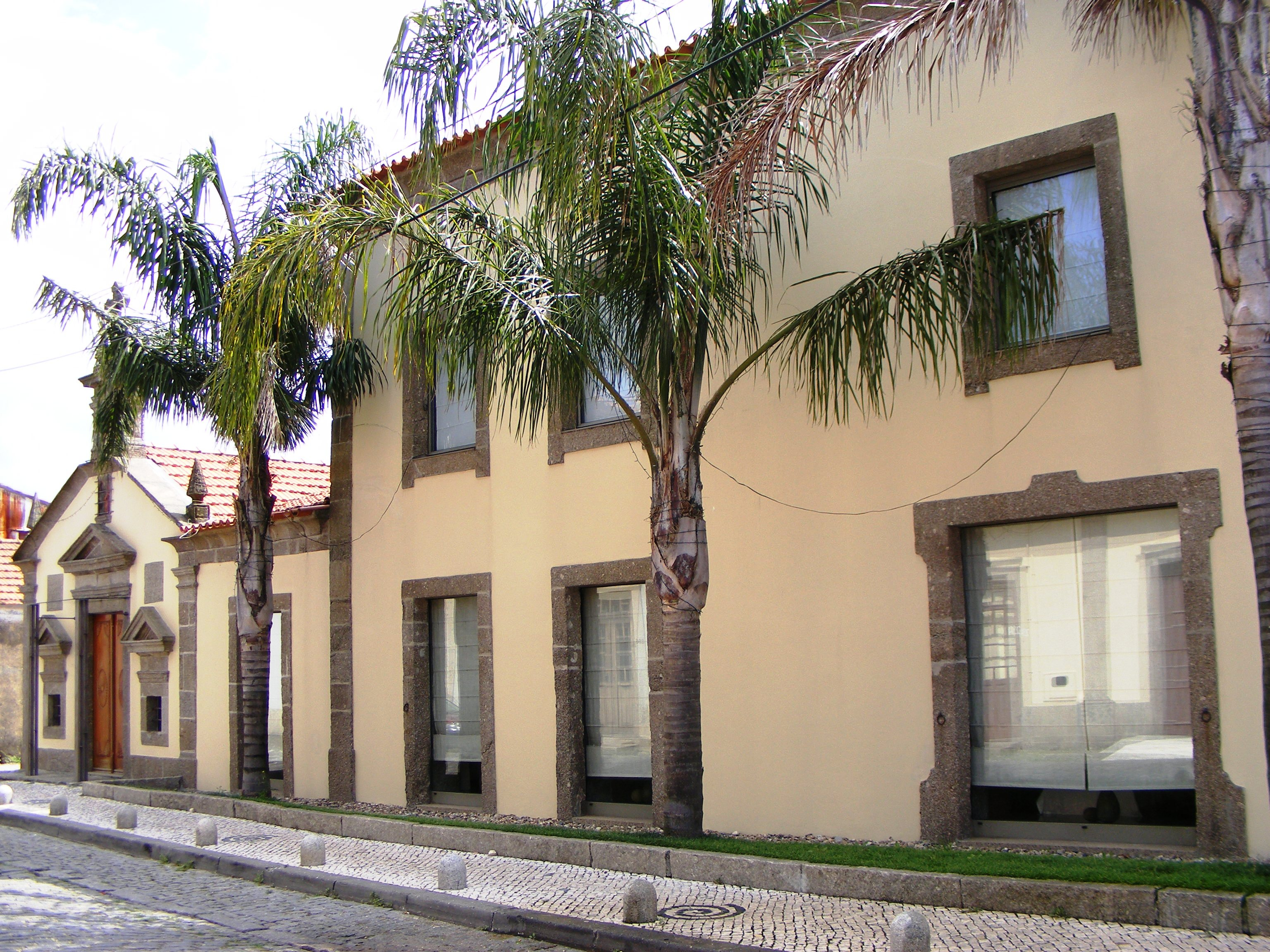
Часовня Св. Антония и ресторан "1715".
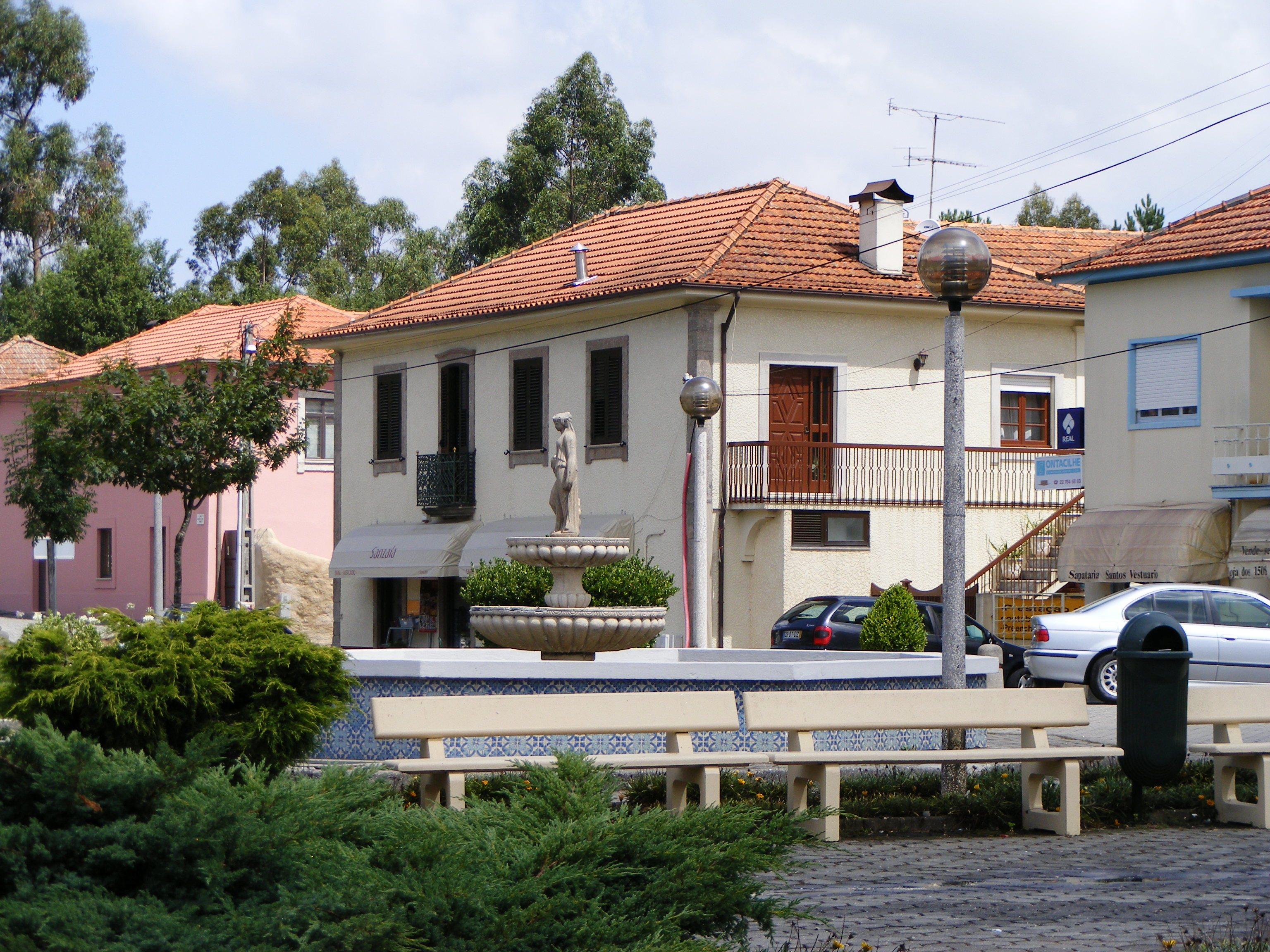